# 카루주
카루주(프랑스어: Carouge)는 스위스 제네바주에 위치한 도시로 면적은 2.7km2, 인구는 20,909명(2013년 8월 기준), 인구 밀도는 7,744명/km2, 높이는 386m이다.

## 역사
카루주는 초기 중세 시대에 Quadruvium와 Quatruvio로 처음 언급되었다. 1248년에는 Carrogium으로 언급되었고, 14세기에는 Quarrouiz 또는 Quarroggi로 알려졌다. 1445년에는 콰로지오(Quaroggio)로 언급되었다. 현재의 도시는 1760~70년에 사르디니아의 왕 비토리오 아메데오 3세, 사르데냐의 왕이자 사보이 공작에 의해 건설되었다. 1786년에 시의 지위를 얻었다.
카루주는 1792년에 프랑스 혁명 정부에 의해 점령되었으며, 분명히 상당한 지역적 지원을 받았다. 나폴레옹 전쟁 중 1814년 카루주는 오스트리아의 짧은 점령 후 사르데냐 왕국으로 재통합되었다. 토리노 조약(1816)은 카루주를 제네바주로 이전하여 스위스 연방의 일부가 되었다.

## 지리

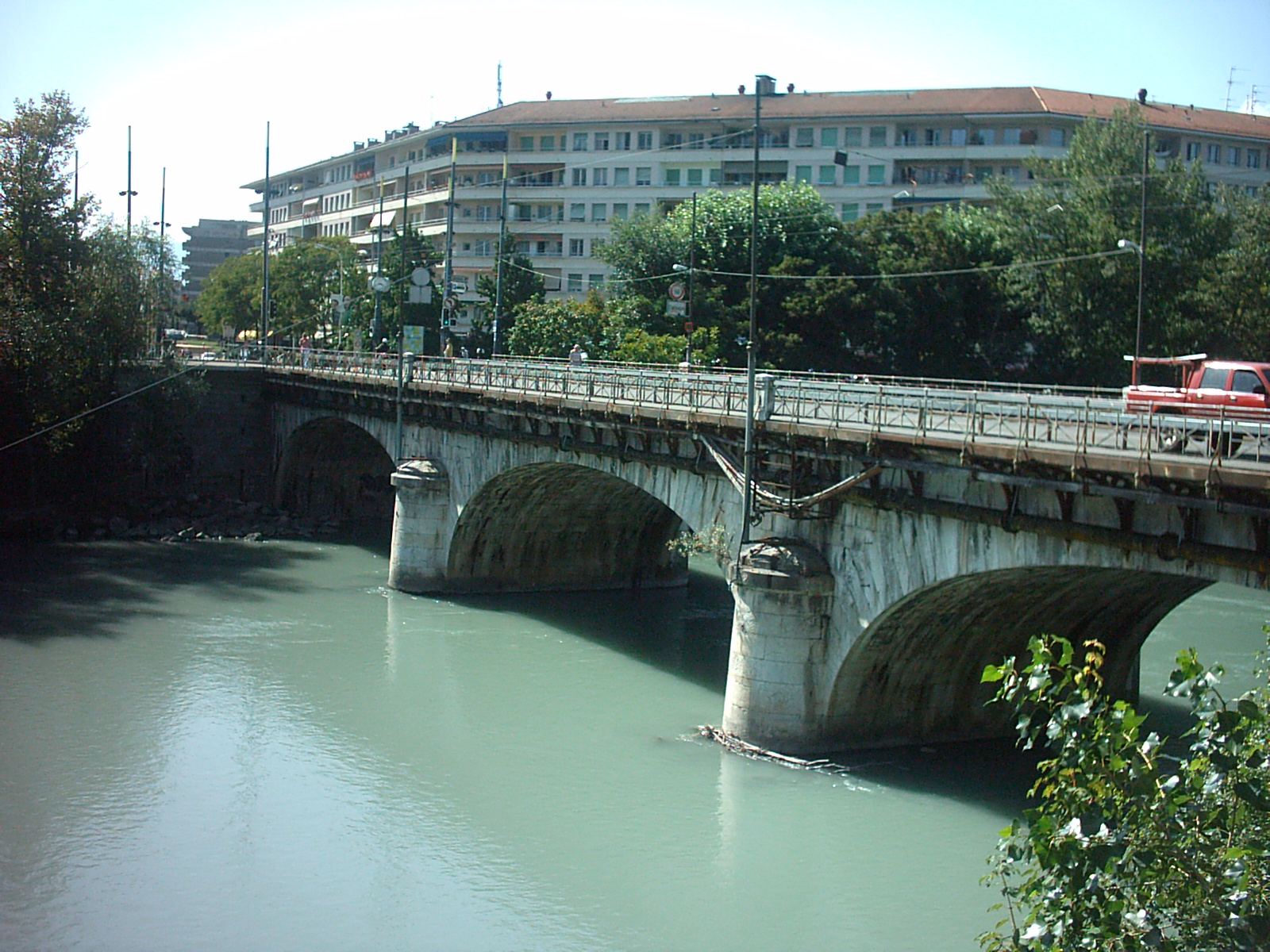
카루주의 다리

카루주의 면적은 2009년 기준으로 2.7k㎡이다. 이 지역 중 0.13k㎡(4.8%)가 농업 목적으로 사용되는 반면 0.23k㎡(8.5%)는 삼림으로 사용된다. 나머지 토지 중 2.25k㎡(83.3%)가 정착(건물 또는 도로), 0.04k㎡(1.5%)가 강 또는 호수이다.
건축면적 중 공업용 건물이 전체 면적의 18.5%, 주택과 건물이 31.9%, 교통 기반 시설이 20.7%를 차지했다. 전력 및 수자원 기반 시설 및 기타 특별 개발 지역은 면적의 4.1%를 구성하고 공원, 녹지대 및 스포츠 경기장은 8.1%를 구성한다. 산림지 중 전체 토지 면적의 6.3%는 삼림이 무성하고 2.2%는 과수원이나 작은 나무 군락으로 덮여 있다. 농경지 중 3.3%는 작물 재배에 사용되고 1.5%는 목초지이다. 시정촌의 모든 물은 흐르는 물이다.
시정촌은 론강과 아르브강 남쪽에 있다.

## 인구통계

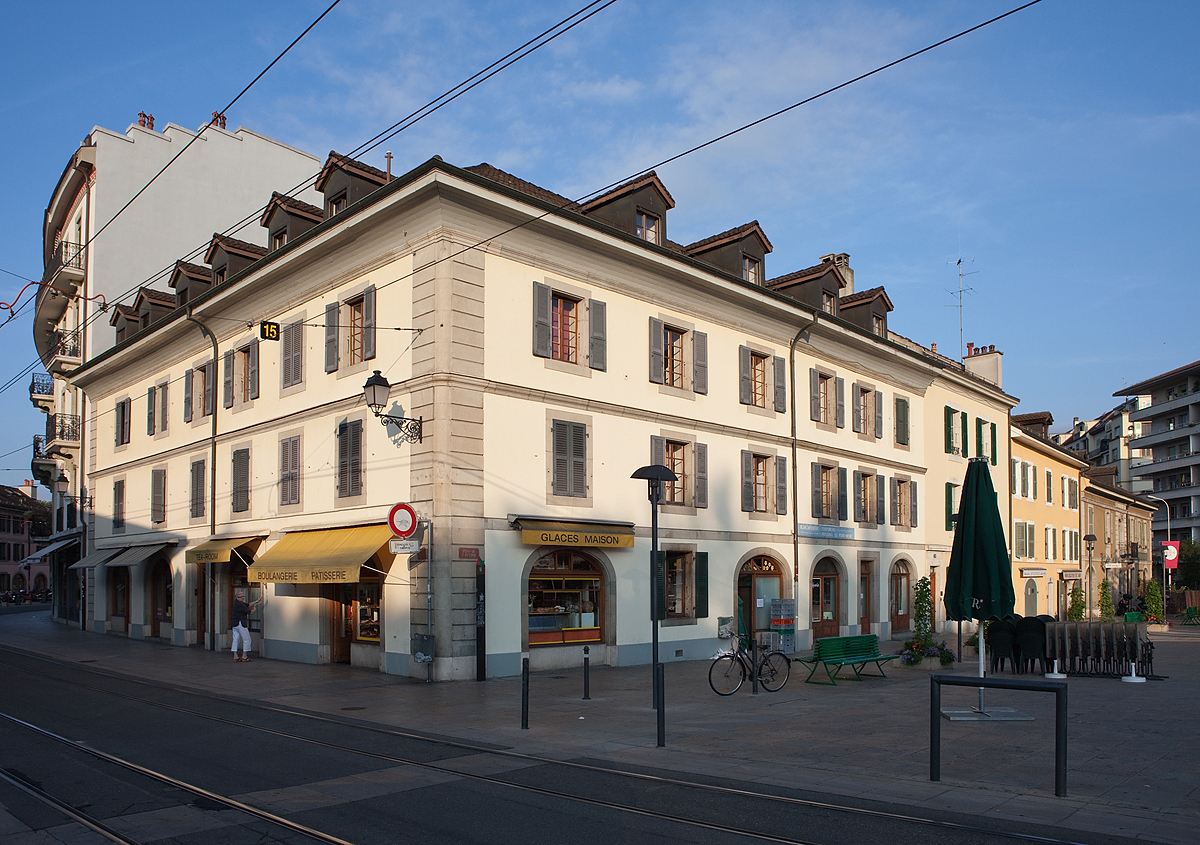
카루주의 Place de l'Octroi

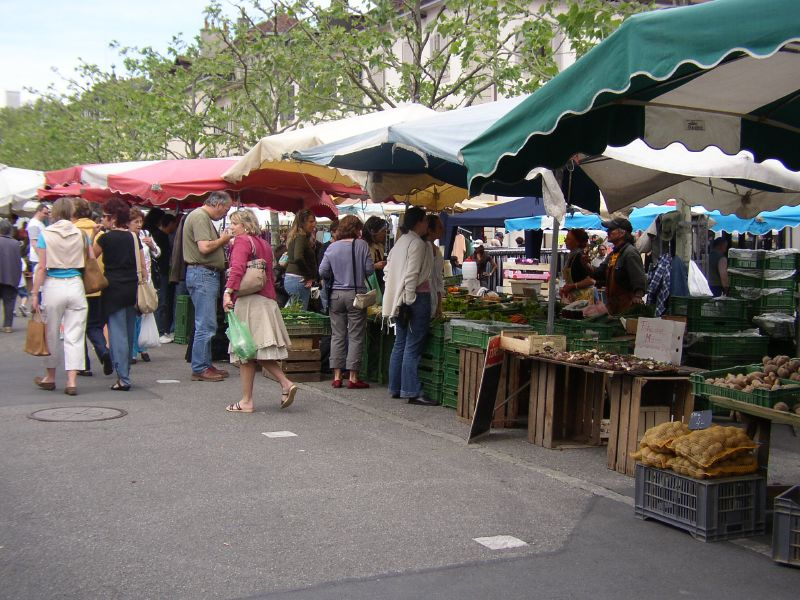
카루주의 시장

2020년 12월 기준, 카루주의 인구는 22,536명이다. 2008년 기준으로 인구의 37.7%가 거주하는 외국인이다. 1999년부터 2009년까지 지난 10년 동안 인구는 21%의 비율로 변화했다. 이주로 인해 15.6%의 비율로, 출생 및 사망으로 인해 5.1%의 비율로 변경되었다.
2000년 기준, 인구 대부분인 13,700명(77.9%)이 프랑스어를 사용하며, 포르투갈어가 921명(5.2%)으로 두 번째로 많이 사용하고, 이탈리아어가 846명(4.8%)으로 세 번째이다. 독일어를 할 줄 아는 사람은 567명, 로만슈어를 할 줄 아는 사람은 9명이다.
2008년 기준으로 인구의 성별 분포는 남성 47.9%, 여성 52.1%이다. 인구는 5,775명의 스위스 남성(인구의 28.7%)과 3,868명(19.2%)의 비스위스계 남성으로 구성되었다. 스위스 여성은 6,887명(34.2%), 비스위스계 여성은 3,586명(17.8%)이었다. 시정촌 인구 중 3,489명(약 19.8%)이 카루주에서 태어나 2000년에 그곳에 살았다. 같은 주에서 태어난 3,845명(21.9%)이 있었고, 스위스 다른 곳에서 태어난 2,653명(15.1%)이 있었다. 6,668명(37.9%)이 스위스 이외의 지역에서 태어났다.
2008년 전체 스위스 인구 변화(시 경계를 넘는 이동을 포함한 모든 출처에서)는 195명이 증가했고 비스위스계 인구는 427명이 증가했다. 이는 3.3%의 인구 증가율을 나타낸다.
2000년 기준, 인구의 연령분포는 어린이와 청소년(0~19세)이 전체 인구의 21.4%, 성인(20~64세)이 65.1%, 노인(64세 이상)이 13.4%를 차지한다. 2000년 기준으로 7,867명의 미혼이며, 시정촌에서 결혼한 적이 없다. 기혼자는 7,452명, 미망인은 881명, 이혼한 사람은 1,390명이었다.
2000년 기준으로 시정촌의 개인 가구는 8,121세대로 가구당 평균 2명이다. 1인 가구는 3,619가구, 5인 이상 가구는 268가구였다. 총 8,366가구 중 1인 가구가 43.3%로 부모와 동거하는 성인이 38명이었다. 나머지 가구 중 자녀가 없는 부부는 1,731쌍, 자녀가 있는 부부는 1,958쌍이다. 자녀가 있는 편부모는 625명이었다. 150가구는 혈연관계가 없는 사람들로, 245가구는 일종의 기관이나 집단주택으로 구성되어 있었다.
2000년에는 총 995채의 주거용 건물 중 145채(전체의 14.6%)가 단독 주택이었다. 다가구는 349채(35.1%), 주로 주거용으로 사용되는 다목적 건물은 384채(38.6%), 기타 용도(상업, 공업)가 117채(11.8%)였다. 단독 주택 중 57채는 1919년 이전에 지어졌으며, 11채는 1990년에서 2000년 사이에 지어졌다.
2000년에는 8,925채의 아파트가 시정촌에 있었다. 가장 일반적인 아파트 크기는 3개의 방으로 2,810개였다. 1인실 아파트는 1,587채, 5실 이상 아파트는 815채였다. 이 중 상시 분양 아파트는 7927세대(전체의 88.8%), 성수기 분양 아파트는 873세대(9.8%), 공실은 125세대(1.4%)였다. 2009년 기준 신규 주택 건설률은 인구 1000명당 4.7세대였다. 2010년 시정촌 공실률은 0.13%였다.
역사적 인구는 다음 차트에 나와 있다.

## 국가중요문화재
카루주 기록 보관소는 국가적으로 중요한 스위스 유산으로 등재되어 있다. 카루주 마을 전체가 스위스 유산 목록에 등재되어 있다.

## 경제
2010년 현재 카루주의 실업률은 9.3%이다. 2008년 기준으로 1차 경제 부문과 이 부문에 관련된 기업에 고용된 사람들이 있다. 3,414명이 2차 부문에 고용되었고, 이 부문에 320개의 기업이 있었다. 18,003명이 3차 부문에 고용되었으며, 이 부문에는 1,492개의 기업이 있다. 시정촌 주민은 9,073명으로 일정 정도 고용되었으며, 그 중 여성이 전체 노동력의 46.5%를 차지하였다.
2008년에 정규직에 상응하는 총 일자리 수는 18,636개였다. 1차 부문의 일자리 수는 모두 농업에 있었다. 2차 부문의 일자리 수는 3,272개로 그 중 제조업이 1,612개(49.3%), 건설업이 1,599개(48.9%)였다. 3차 부문의 일자리는 15,364개였다. 3차 부문에서; 2,536명(16.5%)은 도소매업 또는 자동차 수리업, 594명(3.9%)은 물품 이동 및 보관업, 590명(3.8%)은 호텔·레스토랑, 903명(5.9%)은 정보업이었다. 3,319개(21.6%)가 보험 또는 금융 산업, 2,859개(18.6%)가 기술 전문가 또는 과학자, 723개(4.7%)가 교육, 1,219개(7.9%)가 의료 분야였다.
2000년 기준 자치단체로 통근한 근로자는 18,589명, 출퇴근자는 6,612명이었다. 지자체는 근로자의 순수입 지자체이며, 1명이 전출할 때마다 약 2.8명의 근로자가 지자체에 들어간다. 카루주에 들어오는 인력의 약 16.7%는 스위스 외부에서 오고, 현지인의 0.1%는 일을 위해 스위스에서 출퇴근한다. 근로 인구의 32.2%가 출퇴근을 위해 대중교통을 이용했고, 36.2%가 자가용을 이용했다.

## 종교

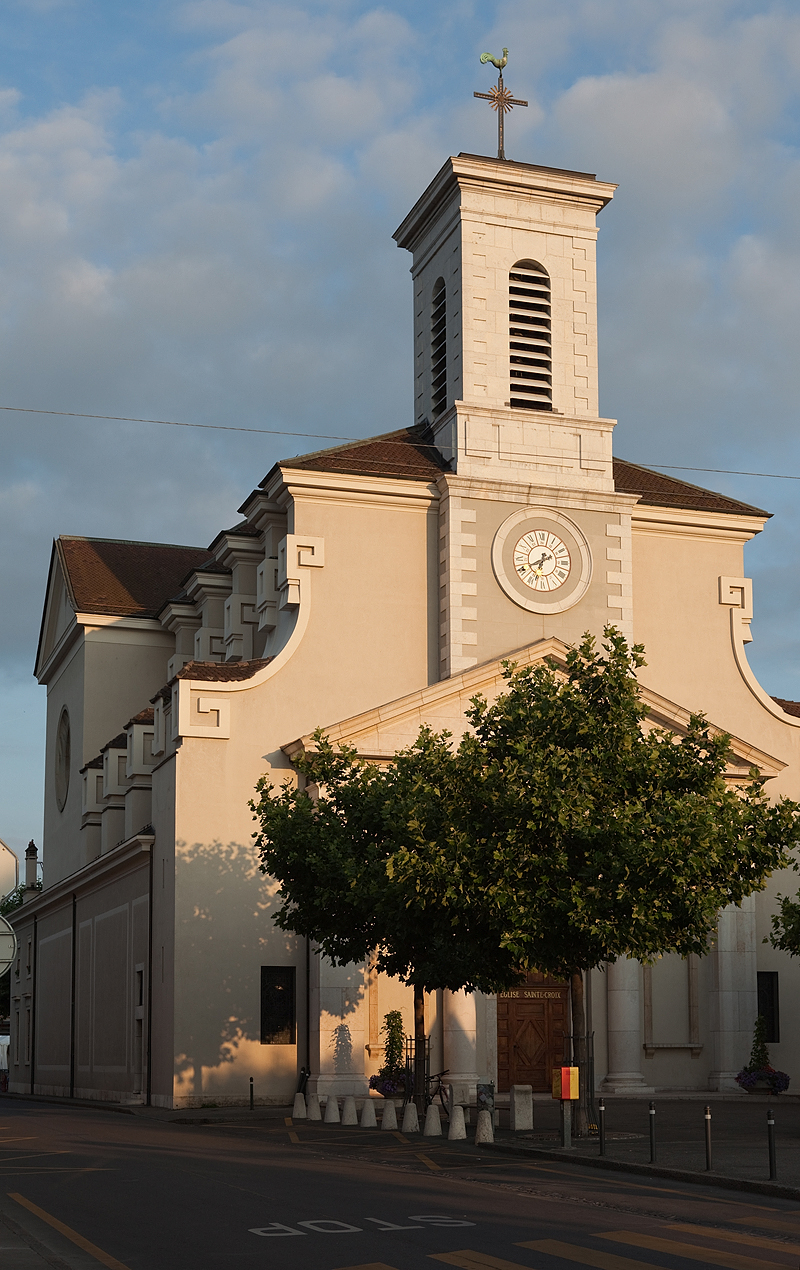
카루주의 성 십자가 교회

2000년 인구 조사에서 로마 가톨릭 신자는 7,816명(44.4%)이고, 스위스 개혁 교회는 2,381명(13.5%) 이었다. 나머지 인구 중 정교회 교인은 221명(인구의 약 1.26%), 크리스찬 가톨릭 교회 교인은 57명(인구의 약 0.32%)이며, 다른 기독교 교회에 속한 개인이 244명(또는 인구의 약 1.39%)이 있었다. 유대인은 75명(인구의 약 0.43%)이었고, 무슬림은 643명(인구의 약 3.66%)이었다. 52명의 불교도가 있었다. 16명의 힌두교인과 37명의 다른 교회에 속한 개인이 있었다. 4,306명(인구의 약 24.48%)이 교회에 속하지 않고, 불가지론자 또는 무신론자이며, 1,742명(인구의 약 9.90%)이 질문에 대답하지 않았다.

## 교육
카루주에서는 인구의 약 5,230명(29.7%)이 비필수 고등교육을 이수했으며, 3,244명(18.4%)이 추가 고등교육( 대학 또는 응용학문대학)을 마쳤다. 고등 교육을 이수한 3,244명 중 37.3%가 스위스 남성, 33.7%가 스위스 여성, 16.3%가 비스위스계 남성, 12.8%가 비스위스계 여성이었다.
2009-2010학년도 동안 카루주 학교 시스템에는 총 3,816명의 학생이 있었다. 제네바주의 교육 시스템은 어린아이들이 2년 동안 의무가 아닌 유치원에 다닐 수 있도록 허용한다.  그 학년도에는 유치원에 다니는 어린이가 377명이었다. 캔톤의 학교 시스템은 2년의 비필수 유치원을 제공하며, 학생들은 6년 동안 초등학교에 다닐 것을 요구하며, 일부 어린이는 소규모의 특수 수업에 참석한다. 카루주에는 유치원이나 초등학교에 다니는 619명의 학생이 있었고, 83명의 학생은 소규모의 특수학급에 있었다. 중등 학교프로그램은 3년의 낮은 의무 교육 과정과 3년에서 5년의 선택적인 고급 학교로 구성된다. 카루주에는 619명의 중학생이 학교에 다녔다. 전문적인 비대학 트랙 프로그램에 재학 중인 217명의 학생과 함께 지자체의 866명의 고등학교 학생이 있었다. 추가로 135명의 학생이 사립학교에 다녔다.
2000년 기준으로 카루주에는 1,577명의 다른 지자체에서 온 학생이 있었고, 1,012명의 주민들은 지자체 이외의 학교에 다녔다.

## 스포츠
Etoile 카루주는 축구클럽이며, 현재 프로모션 리그에서 뛰고 있다. Piscine de la Fontenette와 Piscine des Pervenches로 알려진 야외 올림픽 수영장이 있다. 카루주에는 박물관인 카루주 박물관과 인디 영화만을 상영하는 영화관 Bio 72가 있다. 그리고 인기 있는 극장인 카루주 극장-아텔리에 드 제네바가 있다. 북동쪽에서 카루주와 경계를 이루는 아르브강에는 산책로와 자전거 도로가 있다. 카루주에는 또한 Place de l'Octroi에 무료 자전거 대여소(Genève roule)가 있다.